# زیردریایی یو-۲۱۵
زیردریایی یو-۲۱۵ (به انگلیسی: German submarine U-215) یک زیردریایی بود که طول آن ۷۶٫۹ متر (۲۵۲ فوت ۴ اینچ) بود. این زیردریایی در سال ۱۹۴۱ ساخته شد.